# 사곡초등학교 (전북)
사곡초등학교는 대한민국 전라북도 임실군 덕치면 사곡1길 9-8 (사곡리)에 있었던 공립 초등학교이다.

## 연혁
- 1939년 4월 1일 덕치공립심상소학교 부설 사곡간이학교 설립인가
- 1942년 4월 1일 사곡공립국민학교로 승격
- 1975년 3월14일 천담분교장 운영
- 1985년 3월 1일 병설유치원 개원
- 1996년 3월 1일 사곡초등학교로 개칭
- 1999년 9월 1일 폐교